# Thelymitra malvina
Thelymitra malvina là một loài thực vật có hoa trong họ Lan. Loài này được M.A.Clem., D.L.Jones & Molloy miêu tả khoa học đầu tiên năm 1989.